# 서맨사 에거
서맨사 에거(Samantha Eggar, 1939년 3월 5일 ~ )는 잉글랜드의 배우이다.

## 출연 작품
- 멘탈 (2009)
- 커맨더 인 치프 (2005)
- 애스트로넛 (1999)
- 헤라클레스 (1998)
- 헤라클레스 (1997)
- 팬텀 (1996)
- 인에비터블 그레이스 (1994)
- 살인 법정 (1993)
- 원탁의 삼총사 (1991)
- 연인과 도둑 (1987)
- 미녀 배우 (1983)
- 핫 터치 (1981)
- 익스터미네이터 (1980)
- 브루드 (1979)
- 꿈꾸는 낙원 (1978)
- 사랑의 유람선 (1977)
- 고양이 대습격 (1977)
- 총격의 울음 (1977)
- 배틀 포스 (1977)
- 불멸의 사자 (1976)
- 명탐정 등장 (1976)
- 등대의 혈투 (1971)
- 몰리 맥과이어스 (1970)
- 닥터 두리틀 (1967)
- 뛰지말고 걸어라 (1966)
- 수집가 (1965)
- 더 와일드 앤 더 윌링 (1962)